# Pozoa coriacea
Pozoa coriacea là một loài thực vật có hoa trong họ Hoa tán. Loài này được Lag. miêu tả khoa học đầu tiên năm 1816.